# Grosmont, North Yorkshire
Grosmont är en ort och civil parish i Storbritannien.   Den ligger i grevskapet North Yorkshire och riksdelen England, i den centrala delen av landet, 300 km norr om huvudstaden London. Grosmont ligger 42 meter över havet och antalet invånare är 318.
Terrängen runt Grosmont är varierad. Grosmont ligger nere i en dal. Runt Grosmont är det ganska glesbefolkat, med 43 invånare per kvadratkilometer. Närmaste större samhälle är Whitby, 9,1 km nordost om Grosmont. I omgivningarna runt Grosmont växer i huvudsak blandskog.